# Тарба, Саид Заурович
Саид Заурович Тарба (абх. Саид Ҭарба, груз. საიდ თარბა; 15 октября 1968, Гудаута, Абхазская АССР, Грузинская ССР, СССР) — советский и абхазский футболист. Кандидат в мастера спорта СССР, мастер спорта Абхазии, заслуженный тренер Абхазии. Ныне тренер клуба «Нарт» из Сухума.
Сын Заур — также профессиональный футболист.

## Биография

### Клубная карьера
Воспитанник школы сухумского «Динамо», закончил Ростовский спортинтернат (тренер А.С. Тумасян), где играл вместе с Г. Нагорных, С. Бондаревым и Д. Губазом. В 1985 году начал карьеру. В следующем сезоне он был приглашен в «Динамо» из Тбилиси. За полгода в тбилисской команде провёл лишь два матча в Кубке Федерации, после чего вернулся в Сухуми. С 1987 года на протяжении двух лет выступал за «Динамо» из Тбилиси, однако только 2 раза вышел на поле в матчах чемпионата СССР и летом 1989 года он вернулся в Сухуми. После начала войны в Абхазии в 1992 году, он не играл в футбол. В 1993 году попал в заявку «Торпедо» из Таганрога, однако матчей за команду не провёл. В следующем году он был игроком абхазского клуба «Рица» из города Гудаута. В 1995 году он перебрался в российский клуб «Жемчужина» из Сочи, за который в чемпионате России дебютировал 1 апреля того года в домашнем матче 1-го тура против московского «Динамо». В 1996 году в ростовском СКА завершил свою профессиональную карьеру.

### Тренерская карьера
В 2009 году работал главным тренером клуба «Нарт» из Сухуми. В январе 2010 года вместе со своим бывшим одноклубником Джумой Кварацхелией планировали создать клуб в Абхазии для выступления во Втором дивизионе чемпионата России. Ныне главный тренер «Нарта».